# Xã Mountain Grove, Quận Wright, Missouri
Xã Mountain Grove (tiếng Anh: Mountain Grove Township) là một xã thuộc quận Wright, tiểu bang Missouri, Hoa Kỳ. Năm 2010, dân số của xã này là 6.302 người.